# Hinin
Hinin (非人, littéralement « non-humain ») est un terme japonais qui désigne le groupe social le plus bas dans le système hiérarchique à l'époque Edo.

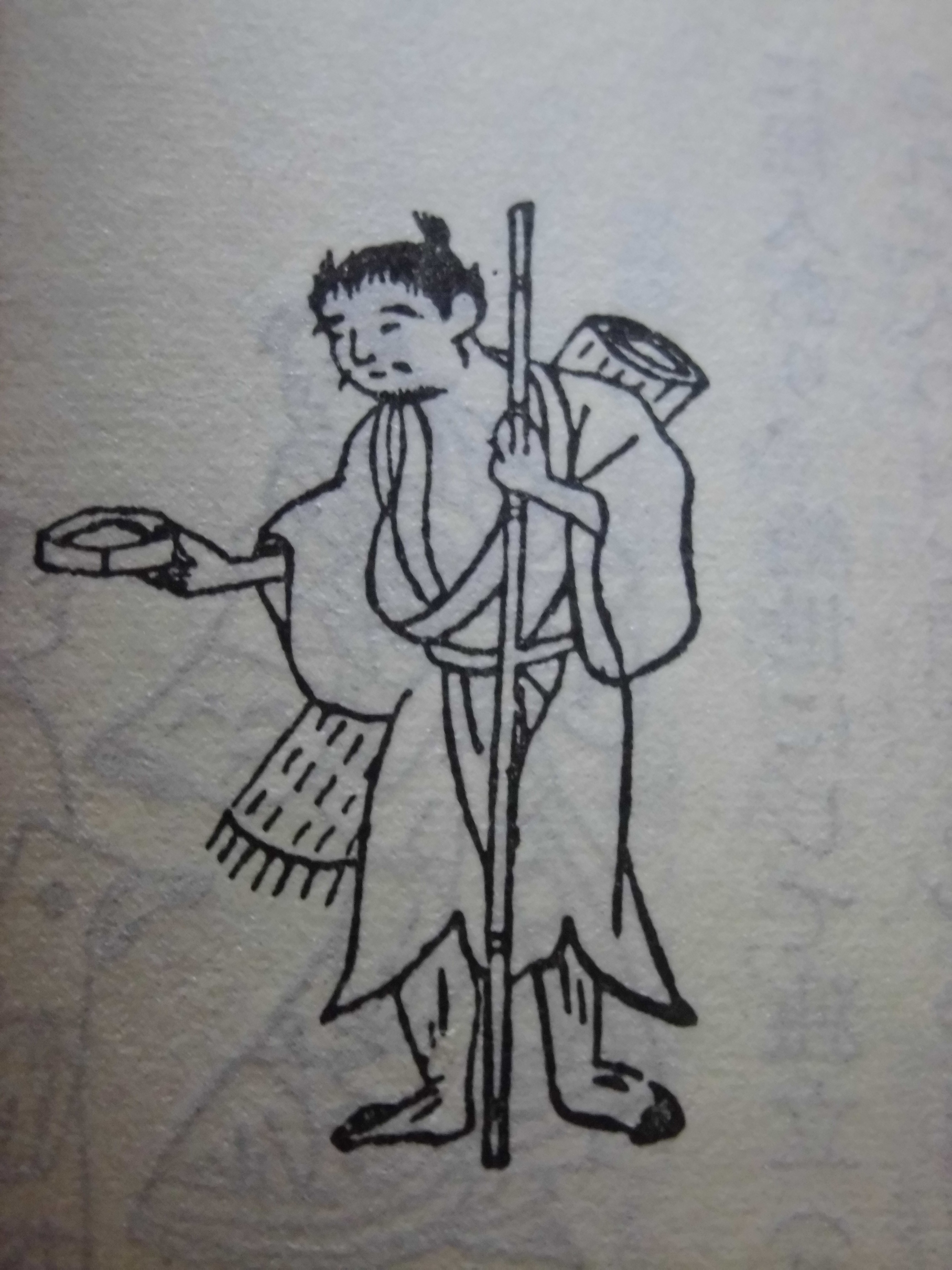
Représentation d’un Hinin

Stigmatisés et discriminés, les hinin sont néanmoins reconnus par les autorités, disposant de leurs propres institutions et même de privilèges.

## Organisation
Avant l'époque d'Edo, hinin désigne certains bonzes, dont plusieurs vivent d'aumônes. Par extension — et du fait que des pauvres se déguisent en bonze pour pouvoir mendier — le terme en vient à désigner les mendiants.
À l'époque d'Edo, on distingue deux sortes de hinin : les kakae-hinin (抱非人) qui sont recensés et légaux, et les no-hinin (野非人) qui sont des vagabonds non recensés. Les kakae-hinin sont eux-mêmes composés de trois catégories :
- les hinin de naissance, nés de parents hinin ;
- ceux ayant commis un délit ;
- les no-hinin qui se sont fait recenser.

Les kakae-hinin sont regroupés dans des hinin-goya (非人小屋}, baraques pour hinin). Ces baraques, situées dans les bas-fonds des villes, dépendent de koya-gashira (小屋頭, chefs de baraque) , qui dépendent eux-mêmes du hinin-gashira (非人頭, chef des hinin).

## Mode de vie
Les occupations des hinin sont principalement la mendicité, détournée (petit spectacles, vœux) ou directe. Ils peuvent aussi garder les prisonniers malades, conduire les condamnés, enterrer les criminels exécutés.
Durant la grande famine Tenpō des années 1830, le nombre de hinin augmente rapidement, ce qui accentue la concurrence entre mendiants. Les autorités fondent donc pour les sans-travail, des ateliers de fabrication de sandales de paille, appelés hinin-yoseba (非人寄場}, ateliers pour hinin).
En 1871 sous la restauration de Meiji, un décret abolit le vieux système hiérarchique. On recense alors 23 480 hinin. Une partie d'entre eux et une autre catégorie de parias, les eta, deviennent les burakumin.

## Historiographie
Malgré le peu de recherches effectuées sur le sujet, le courant des études subalternes tend à réévaluer la place des hinin dans la société, « la diversité de ses membres, de leur histoire personnelle et de leur capacité à se constituer progressivement en communautés autonomes »,.